# (1496) Turku
(1496) Turku es un asteroide perteneciente al cinturón de asteroides descubierto por Yrjö Väisälä desde el observatorio de Iso-Heikkilä, Finlandia, el 22 de septiembre de 1938.

## Designación y nombre
Turku se designó inicialmente como 1938 SA1.
Más adelante, fue nombrado por la ciudad finesa de Turku.

## Características orbitales
Turku está situado a una distancia media de 2,206 ua del Sol, pudiendo alejarse hasta 2,564 ua. Su excentricidad es 0,1624 y la inclinación orbital 2,504°. Emplea en completar una órbita alrededor del Sol 1196 días.